# Екорегион
Екорегион (еколошки регион) који се понекада назива и биорегион је еколошки и географски дефинисана област мања од „царства“ или „екозона“. Екорегион покрива релативно велико подручје копна или воде и садржи карактеристичне, географски одвојене групе природних заједница и врста. Биодиверзитети флоре, фауне и екосистема који карактеришу дати екорегион теже да буду одвојени од других екорегиона.

## Дефиниција/Скица
Екорегион „је периодичан (понављајући) систем сличних екосистема удружен са карактеристичном комбинацијом земље и рељефа карактеристичних за тај регион“. Omernik (2004), је дефинисао екорегион као: области унутар којих постоји просторно поклапање у карактеристикама географских феномена у вези са разликама у квалитету, здрављу и интегритету екосистема „Карактеристике географских феномена“ могу укључити геологију, физиографију, вегетацију, климу, хидрологију, терестричну и водену фауну и земљиште и може и не мора укључивати људски фактор (на пр. начини коришћења земљишта или промена вегетације). Важна је, али не апсолутно, просторна корелација између тих карактеристика, чинећи скицирање екорегиона незавршеним у науци. Други проблем је што се услови живота преко граница екорегиона могу мењати веома постепено, на пример преријско-шумска средишњег дела западне САД, тако да је јако тешко идентификовати тачну границу. Такве прелазне зоне се називају екотони.
Екорегиони се могу означити коришћењем алгоритма или холистичког „тежина-доказа“ приступа, где важност различитих фактора може варирати. Пример алгоритамског приступа је дао Robert Bailey у свом раду за „U.S. Forest Service“, где је користио хијерархијску класификацију прво раздвојивши регионе земље унутар веома великог региона према климатском фактору, а затим је и те регионе изделио према доминантним врстама и потом према геоморфолошким и едафским карактеристикама. Приступ „тежине-доказа“ користио је James Omernik у свом раду за „Агенцију за заштиту природе САД“, који је касније усвојио (са изменама) за Северну Америку „Комитет за еколошку кооперацију“.
Намера и сврха због које се разграничава екорегион може да утиче на методу која се користи. На пример, WWF (енгл. World Wide Fund for Nature) екорегиони су одређивани у циљу помоћи планирању конзервације биодиверзитета, постајући важнији од система различитих региона у погледу флоре и фауне које су дали Omernik или Bailey. Класификација WWF-а дефинише екорегион као:
Велике регионе земље или воде који садрже географски раздвојене групе природних заједница које:
(a) деле велику већину врста и еколошку динамику;
(b) деле сличне еколошке услове и;
(c) еколошки интерагују на начин који је битан (критичан) за њихово дугорочно одржање.
Према WWF-у, границе екорегиона су блиске оригиналном пространству животних заједница пре било ког већег уништења или промене. WWF је идентификовао 825 копнених екорегиона и око 450 слатководних широм Земље.

## Значај
Коришћење термина „екорегион“ је проистекло из интереса за екосистеме и њихово функционисање. У суштини, постоји свест о проблемима у вези са просторним односом у проучавањима и менаџменту за екологију пејзажа. Нашироко је препозната повезаност екосистема тако да чине целину која је „већа него сума њених делова“. Постоји много покушаја да се екосистеми посматрају као интегрисан систем како би се постигао „мулти-функционални“ регион, те различите интересне групе, од агрикултурних истраживача до „заштитара“ користе „екорегион“ као основну јединицу у својим анализама.
„Глобалних 200“ је листа екорегиона које је идентификовала WWF као приоритетне за конзервацију.
Покрети који се базирају на екологији као што је Биорегионализам подржавају радије екорегионе него договорно одређене политичке границе, бранећи тај став као бољи за становање и организацију него што су то људске заједнице и предлажући екорегионе и сливове за базу иницијативе биорегионалне демократије.

## Копнени екорегиони
Копнени екорегиони обухватају само копно, одвојено од слатких и сланих вода. У том контексту, они подразумевају земљиште и стене, пре него често коришћен термин „на Земљи“, јер то обухвата целу планету, дакле и све воде и светско море.
WWF еколози су у садашње време поделили Земљу на 8 великих екозона са 867 мањих копнених екорегиона (видети листу екорегиона). Њихов покушај је синтеза многих ранијих покушаја да се дефинишу и класификују екорегиони. Многи сматрају ту класификацију пресудном и постоје предлози да она буде стабилан оквир за иницијативу биорегионалне демократије.
Осам копнених екозона прате главне границе које су дали ботаничари и зоолози, а раздвајају главне светске биљне и животињске заједнице. Ове границе углавном прате границе континената или главне баријере биљне и животињске дистрибуције, као што су Хималаји или Сахара. Границе екорегиона нису увек јасно препознате и узрок су великог неслагања.
Екорегиони су класификовани према биомима, где су највеће глобалне биљне биоценозе детерминисане на основу количине падавина и климе. Шуме, травни екосистеми (укључујући и саване и жбунасте заједнице) и пустиње (укључујући и сува станишта) су специфичне по клими (тропска и суптропска насупрот умереној и бореалној) и шуме су специфичне и по доминантој врсти; могу бити лишћарске (Angiospermae) или доминантно четинарске (Gymnospermae) или мешовите. Биоми као што су медитеранске шуме, шумарци, шибљаци, тундра и мангрове имају веома посебне животне заједнице, па су такође препознати као посебни биоми.

## Морски екорегиони
Морски екорегиони су региони светског мора које су дефинисали еколози WWF-а ради постизања очувања морских екосистема.
WWF-ова шема за очување природе групише индивидуалне екорегионе у 12 морских царстава, која представљају јединице слободног опсега поларних, умерених и тропских мора са субјединицама базираним на океанским заливима (изузев умерених мора на северној хемисфери где су разврстане на основу континената). Морска царства су подељена на 62 морских провинција, које укључују један или више од укупно 232 морских екорегиона.
Шеме коришћене за означавање и класификацију морских екорегиона су аналогне онима које су коришћене за копнене екорегионе. Идентификована су главна станишта: поларна, умерена мора и морски гребени, умерено острвље, тропско острвље, тропски корални гребени, пелагијал, абисал и хадал, океански ров. Ово одговара копненим биомима. Главна биогеографска царства, аналогна са седам копнених екозона представљају велике регионе океанских басена: Западни умерни Атлантик, Источни тропски Атлантик, Западни тропски Атлантик, Јужни умерени Атлантик, Северни умерени Индо-Пацифик, Централни Индо-Пацифик, Источни Индо-Пацифик, Западни Индо-Пацифик, Јужни умерени Индо-Пацифик, Северни Океан, Антарктик, Арктик и Медитеран.
Класификација маринских екорегиона није развијена до истог нивоа, детаљно и исцрпно као што је за копнене екорегионе; на листи су само региони приоритетни за очување. Погледати листу глобалних 200 морских екорегиона.
Сличан систем за идентификацију региона у океану у сврси очувања је систем LME-а (велики морски екосистем (енгл. large marine ecosystem)) коју је развила америчка национална администрација за океане и атмосферу (енгл. National Oceanic and Atmospheric Administration NOAA).

## Слатководни екорегиони
Слатководни екорегиони су слатководна станишта одређеног географског региона и чине га реке, потоци, језера и мочваре. Они су одвојени од копнених екорегиона које насељавају терестричне врсте и од океана, које насељавају маринске врсте.
WWF је идентификовао седам главних типова станишта слатководних екорегиона: велике реке, брзаке великих река, делте великих река, мале реке, велика језера, мала језера и пусте басене.
Неколико слатководних екорегиона се налази на листи глобалних 200, који су за WWF приоритетни за конзервацију.